# Emilio Disi
Emilio Roberto Parada (Buenos Aires, 2 de enero de 1943-ib., 14 de marzo de 2018), más conocido como Emilio Disi, fue un primer actor, comediante y director teatral argentino, hermano del actor y promotor Pepe Parada. Para crear su apellido artístico se inspiró en una óptica Disi que encontró en la guía telefónica.

## Carrera actoral
En 1959 participó del programa Historia de jóvenes que, dirigido por David Stivel, se transmitía por Canal 7. Empezó su carrera en cine en 1968 al filmar la película Humo de marihuana, donde interpretó al «Loco Melena» en un papel secundario. Ese mismo año filmó Somos los mejores y al año siguiente Fuiste mía un verano.
Durante los años 1970 grabó la película Golpes bajos, pero su fama llegó recién en la serie de televisión Los hijos de López (1980).
La década de 1980 fue un tiempo de grandes éxitos para Disi, ya que filmó películas exitosas como El telo y la tele (1985), Los bañeros más locos del mundo (1987, junto a Gino Renni, Berugo Carámbula y Alberto Fernández de Rosa) y Bañeros II, la playa loca (1989, junto a Gino Renni y Guillermo Francella).
Hacia finales de esa década encabezó otra saga junto a Guillermo Francella: Los extermineitors, una parodia a la saga estadounidense Terminator. Si bien se grabaron cuatro films en la saga (Los Extermineitors, Extermineitors II, la venganza del dragón, Extermineitors III, la gran pelea final y Extermineitors IV, como hermanos gemelos) Disi no participó de las dos últimas, debido a un distanciamiento personal con Francella.
En lo que concierne a esta nueva década, el actor trabajó en películas como Todas las azafatas van al cielo (2001) y Bañeros III: todopoderosos (2006). Esta última fue grabada junto a Pachu Peña, Pablo Granados y Freddy Villareal y contó con la participación especial de Guillermo Francella.
Durante varios años acompañó a la conductora argentina Susana Giménez en su sketch «Susana Spadafucile», interpretando a Mariano Garipetti, su marido.
En tanto, también ha protagonizado programas de televisión muy recordados.
En 1988 participó en la tira cómica Stress (con libreto de Juan Carlos Mesa) junto con su esposa Dorys del Valle, con quien un par de años más tarde tuvo un fuerte distanciamiento. En 1994 trabajó en la tercera temporada del programa Brigada Cola junto con Fernando Lupiz, reemplazando a Guillermo Francella y Gino Renni, quienes pasaron a trabajar en otras ficciones del canal. En la primera mitad de 1995 participa en la versión teatral de Brigada Cola tras la finalización del ciclo. También se lo recuerda por sus actuaciones memorables en el unitario de sketch picarescos Rompeportones en 1998, junto a Miguel del Sel y Fabián Gianola, dirigido por el fallecido Hugo Sofovich. En el 2001 vuelve a ser invitado por su colega y hermano de la vida Guillermo Francella para participar en el programa Poné a Francella, haciendo de un espectador de la tribuna de Racing en el sketch de El Hincha, en el 2005 participó en dos capítulos de la exitosa sitcom Casados con hijos. En 2008 participó en la serie Todos contra Juan, interpretándose a sí mismo.
Durante 2008 y 2009 conformó el elenco de la aplaudida obra teatral La jaula de las locas junto a actores de renombre como Rodolfo Ranni, Guillermo Bredeston y Mercedes Carreras.
En 2011 formó parte del elenco de la tira cómica-policial Los únicos producida por Pol-ka.

## Filmografía como actor
| Cine | Cine                                        | Cine             | Cine                               |
| Año  | Título                                      | Rol              | Director                           |
| ---- | ------------------------------------------- | ---------------- | ---------------------------------- |
| 1968 | Humo de marihuana                           | Loco Melena      | Lucas Demare                       |
| 1968 | Somos los mejores                           | Nene             | Federico Padilla                   |
| 1969 | Fuiste mía un verano                        | Secretario       | Eduardo Calcagno                   |
| 1974 | Los golpes bajos                            |                  | Mario Sábalo                       |
| 1977 | La aventura explosiva                       | Lucas Franklin   | Orestes A. Trucco                  |
| 1980 | Los hijos de López                          | Emilio López     | Enrique Darwin                     |
| 1983 | Los reyes del sablazo                       | Emilio           | Enrique Carreras                   |
| 1985 | El telo y la tele                           | Actor            | Hugo Sofovich                      |
| 1985 | La búsqueda                                 | Hermano del jefe | Juan Carlos Descanzo               |
| 1986 | Brigada explosiva                           | Emilio           | Enrique Dawi                       |
| 1986 | Brigada explosiva contra los ninjas         | Emilio           | Miguel Fernández Alonso            |
| 1987 | Los bañeros más locos del mundo             | Emilio           | Carlos Galettini                   |
| 1987 | Los matamonstruos en la mansión del terror  | Emilio           | Carlos Galettini                   |
| 1988 | Los pilotos más locos del mundo             | Emilio           | Carlos Galettini                   |
| 1988 | Las locuras del extraterrestre              | Emilio           | Carlos Galettini                   |
| 1989 | Bañeros II, la playa loca                   | Emilio           | Carlos Galettini                   |
| 1989 | Los extermineitors                          | Emilio           | Carlos Galettini                   |
| 1990 | Extermineitors II, la venganza del dragón   | Emilio           | Carlos Galettini                   |
| 2002 | Todas las azafatas van al cielo             | Señalero         | Daniel Burman                      |
| 2006 | Bañeros III, Todopoderosos                  | Emilio           | Rodolfo Ledo                       |
| 2008 | Brigada explosiva, misión pirata            | Emilio           | Rodolfo Ledo                       |
| 2011 | Querida, voy a comprar cigarrillos y vuelvo | Ernesto Zambrana | Mariano Cohn y Gastón Duprat       |
| 2011 | El destino del Lukong                       | Él mismo (cameo) | Gonzalo Roldán                     |
| 2012 | La pelea de mi vida                         | Rolo             | Jorge Nisco                        |
| 2014 | Fermín                                      |                  | Hernán Findling                    |
| 2014 | Muerte en Buenos Aires                      | Juez Morales     | Natalia Meta                       |
| 2014 | Bañeros 4: Los Rompeolas                    | Emilio           | Rodolfo Ledo                       |
| 2015 | Locos sueltos en el zoo                     | Alfredo          | Luis Barros                        |
| 2017 | Soy tu karma                                | Aviador          | WHO                                |
| 2018 | ¿Qué puede pasar?                           | Hans Muller      | Andrés Tambornino y Alejandro Gruz |

| Televisión | Televisión                      | Televisión             | Televisión                       |
| Año        | Título                          | Canal                  | Rol                              |
| ---------- | ------------------------------- | ---------------------- | -------------------------------- |
| 1959       | Historia de jóvenes             | Canal 7                |                                  |
| 1970       | ¡Robot!                         | Canal 9                |                                  |
| 1971       | Alta comedia                    | Canal 9                | Héctor - Flecha                  |
| 1972       | Me llaman Gorrión               | Canal 9                | Gaona                            |
| 1980       | Los Piedra Gómez                |                        | Doris                            |
| 1980       | Los Hijos de Lopez              | ATC                    | Emilio López                     |
| 1981-1982  | Un departamento de comedia      |                        |                                  |
| 1982       | Casi una pareja                 |                        |                                  |
| 1987       | La peluquería de don Mateo      | Canal 13               | Peluquero hijo de don Mateo      |
| 1987       | Sume y lleve                    | Canal 9                | Conducción                       |
| 1988-1991  | Stress                          | Canal 13               | Emiliano                         |
| 1991       | Stress Internacional            | Canal 13               | Emiliano                         |
| 1991-1992  | Pizza Party                     | Canal 13               |                                  |
| 1992-1994  | Peor es nada                    | Canal 13               | Invitado especial y entrevistado |
| 1992-2017  | Susana Giménez                  | Telefe                 | Sketchs                          |
| 1993       | Dos al toque                    | Telefe                 | Emilio                           |
| 1994       | Brigada Cola                    | Telefe                 | Dichi                            |
| 1995       | Poliladron                      | Canal 13               | Humberto Alaniz                  |
| 1998       | Rompeportones                   | Canal 13               | varios                           |
| 1999       | Petardos                        | Azul Televisión        | varios                           |
| 2000       | Los Iturralde                   | América                | Emilio Iturralde                 |
| 2001       | Buen día para todos (BDPT)      |                        |                                  |
| 2001       | Poné a Francella                | Telefe                 | Hincha de Racing                 |
| 2002       | 099 Central                     | Canal 13               | Fausto Rosetto                   |
| 2003       | Tercer tiempo                   | Canal 13               | Emilio                           |
| 2004       | Los de la esquina               | Canal 7                |                                  |
| 2004       | Dinamitados                     | Canal 26               | varios                           |
| 2005       | Casados con hijos               | Telefe                 | Tito                             |
| 2011       | Los únicos                      | El Trece               | Américo                          |
| 2012       | El hombre de tu vida            | Telefe                 | Obispo                           |
| 2012       | La pelu                         | Telefe                 | Florencio Costacurta             |
| 2013       | Los vecinos en guerra           | Telefe                 | Luis Alberto                     |
| 2014       | Embarcados a Europa             | TV Pública             | Francesco Canducci               |
| 2015       | Cazados                         | América TV             | Gerard                           |
| 2016       | Polémica en el bar              | Telefe                 | Invitado especial                |
| 2018       | Psiconautas (segunda temporada) | TBS Very Funny/Netflix | Giacomo Trozzi                   |

## Fallecimiento
Falleció el 14 de marzo de 2018, después de estar internado desde el 3 de marzo del mismo año en el Instituto Fleming del barrio Colegiales, a los 75 años, debido a un cáncer de pulmón.